# Nyakosoba Community
Nyakosoba Community är en gemenskap i Lesotho.   Den ligger i distriktet Maseru, i den centrala delen av landet, 40 km sydost om huvudstaden Maseru.